# Morningside (Nowy Meksyk)
Morningside – jednostka osadnicza w Stanach Zjednoczonych, w stanie Nowy Meksyk, w hrabstwie Eddy.